# Rauno Sappinen
Rauno Sappinen (* 23. Januar 1996) ist ein estnischer Fußballspieler.

## Karriere

### Verein
Rauno Sappinen begann seine Karriere in der Jugend des FCF Mustamäe aus dem gleichnamigen Tallinner Stadtteil Mustamäe. Ab 2006 spielte Sappinen beim estnischen Rekordmeister Flora Tallinn in deren Jugend. In der Saison 2012 spielte er bereits für die zweite Mannschaft, die in der Esiliiga, der zweithöchsten Spielklasse in Estland, antrat. Am ersten Spieltag der neuen Meistriliiga-Saison 2013 stand der 17-jährige überraschend in der Startelf von Marko Lelov im Spiel gegen den JK Tallinna Kalev. Sappinen musste nach der 57. Spielminute allerdings das Feld aufgrund einer Knieverletzung verlassen und wurde durch Karl Mööl ersetzt.

### Nationalmannschaft
Rauno Sappinen spielte erstmals für Estland in der U-16 Auswahl gegen Lettland im September 2011. Ein weiteres Länderspiel folgte gegen Irland, bevor der Mittelfeldspieler noch im selben Jahr in der Altersklasse der U-17 gegen Deutschland in der Qualifikation für die U-17 Europameisterschaft 2012 in Slowenien debütierte.

## Erfolge
- Estnischer Meister: 2015, 2017, 2020
- Estnischer Pokalsieger: 2012/13, 2015/16, 2019/20
- Estnischer Supercupsieger: 2014, 2016, 2020, 2021
- Torschützenkönig der Meistriliiga: 2017 (27 Tore), 2020 (26 Tore)